# Sidiq Walizada
Sidiq Walizada, född den 27 december 1991, är en afghansk fotbollsspelare (anfallare) som säsongen 2014 spelar för VV Zuidland och för Afghanistans fotbollslandslag, där han har spelat tio matcher och gjort tre mål, samtliga mot Bhutan i en förkvalmatch inför VM 2014.